# Luisa María Cuculiza

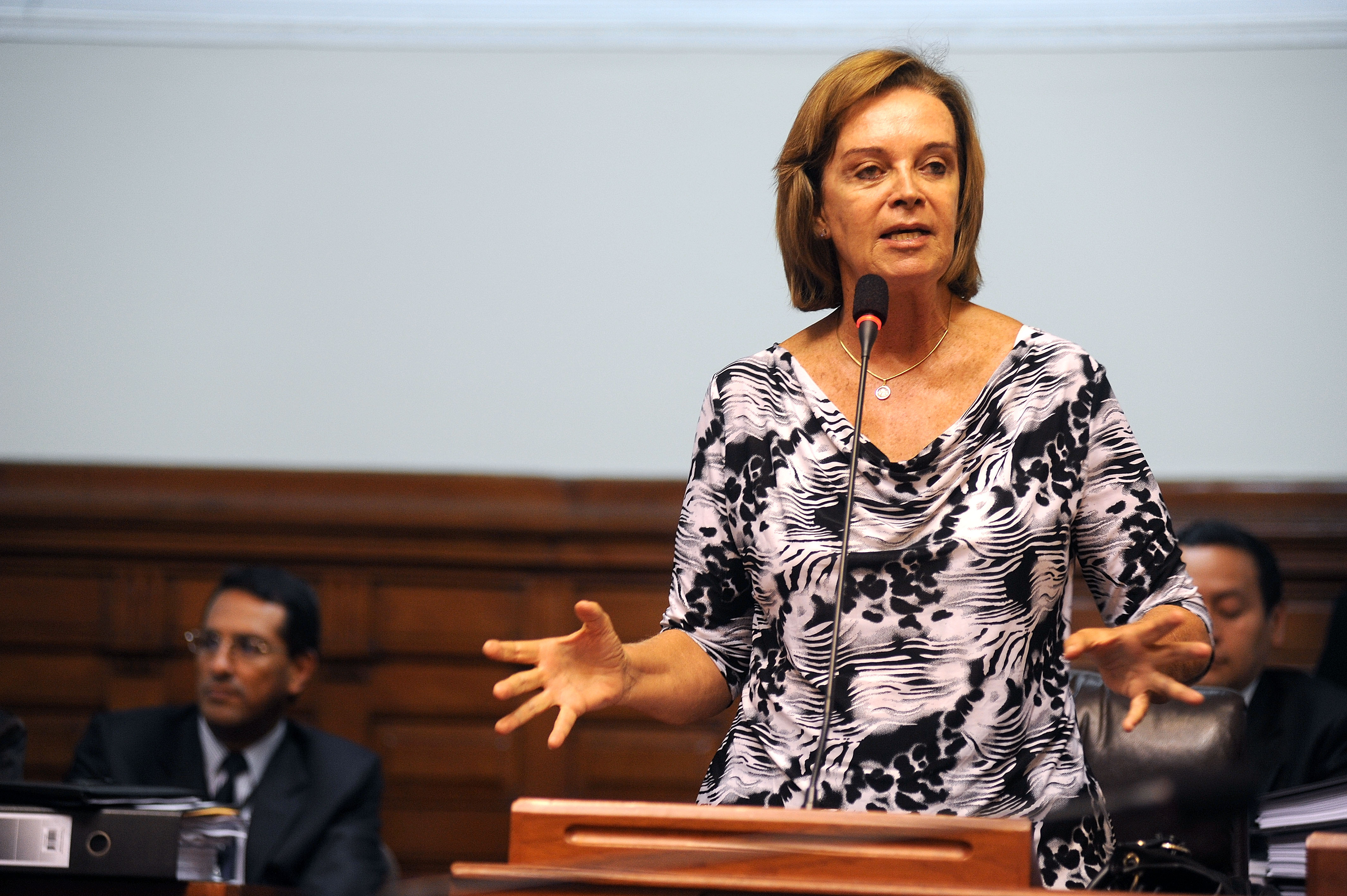
Luisa María Cuculiza, 2012

Luisa „Lucha“ María Cuculiza Torre (* 9. März 1942 im Distrikt Tomaykichwa, Peru) ist eine peruanische Politikerin der rechtspopulistischen und fujimoristischen Partei Sí Cumple sowie deren Nachfolgeparteien Alianza por el Futuro und Fuerza Popular. Vom Januar 1999 bis zum November 2000 war sie peruanische Frauenministerin (Ministra de Promoción de la Mujer y Desarrollo Humano) in der Regierung von Alberto Fujimori. Von 2006 bis 2016 war sie Abgeordnete im peruanischen Kongress.

## Leben
Luisa María Cuculiza Torre wurde am 9. März 1942 im Distrikt Tomaykichwa in der peruanischen Region Huánuco geboren. Ihre Schullaufbahn durchlief sie in der Privatschule Colegio Sagrados Corazones Belén in der peruanischen Hauptstadt Lima. Danach begann sie eine Ausbildung zur Krankenpflegerin beim Peruanischen Roten Kreuz, die sie 1960 abschloss. Zusammen mit ihrem Mann Hugo Rivera Figueroa und ihren zwei Kindern lebte sie in Huánuco. Nachdem Rivera 1984 jedoch ermordet worden war, zog sie in die peruanische Hauptstadt Lima.

## Politische Laufbahn
Von 1975 bis 1980 wurde sie von der Militärregierung unter Francisco Morales Bermúdez als Provinzrätin (alcaldesa provincial) der Provinz Huánuco eingesetzt. Als Mitglied der christdemokratischen Partei Partido Popular Cristiano stellte sie sich bei den Kommunalwahlen 1983 zur Wahl auf, um erneut Provinzrätin von Huánuco zu werden. Jedoch wurde sie nicht gewählt.
Nach dem Tod ihres Mannes zog sie 1984 nach San Borja, einem Stadtdistrikt der peruanischen Hauptstadt Lima. Bei den Kommunalwahlen 1989 wurde sie in den Gemeinderat (concejo municipal) dieses Distrikts gewählt. Dort war sie von 1990 bis 1992 Ratsfrau (regidora). Bei den nächsten Kommunalwahlen 1992 wurde sie als Mitglied des Frente Renovador Independiente zur Bürgermeisterin (alcaldesa distrital) von San Borja gewählt. 1995 wurde sie wiedergewählt, sodass sie von 1993 bis 1998 Bürgermeisterin war. 1998 wurde sie erneut wiedergewählt, jedoch wurde Cuculiza zum 6. Januar 1999 vom Präsidenten Alberto Fujimori zur Frauenministerin Perus (Ministra de Promoción de la Mujer y Desarrollo Humano) ernannt, sodass sie ihr Bürgermeisteramt an den stellvertretenden Bürgermeister Jorge Lermo übergab.
Als Cuculiza am 6. Januar 1999 Frauenministerin wurde, wechselte sie in die Partei Fujimoris Sí Cumple (damals noch unter Vamos Vecino bekannt) über. Während ihrer Zeit als Frauenministerin etablierte sie die Centros de Emergencia Mujer (CEM). Die CEM sind Zentren, in denen Opfern häuslicher Gewalt geholfen wird. Cuculiza war bis zum November 2000, in dem Präsident Alberto Fujimori zusammen mit seiner Regierung gestürzt wurde, Frauenministerin.
Zu den Wahlen in Peru 2006 stellte Sí Cumple Cuculiza zur Wahl als Erste Vizepräsidentin auf zusammen mit Alberto Fujimori, der sich zur Wahl als Präsident aufstellte. Das peruanische Wahlamt (Jurado Nacional de Elecciones) annullierte jedoch diese Kandidatur, nachdem dieses eine richterliche Entscheidung bestätigte, nach der Fujimori wegen zahlreicher Menschenrechtsverletzungen sowie Korruption unter seiner Regierung bis 2011 kein peruanisches Amt führen darf. Wegen dieser Wahlsperre wechselte sie in die Nachfolgepartei Alianza por el Futuro von Fujimoris Partei Sí Cumple. Als Mitglied dieser Partei wurde sie bei den Wahlen 2006 in den peruanischen Kongress gewählt. Dort war sie vom 28. Juli 2006 bis zum 28. Juli 2011 Abgeordnete und vertrat die Provinz Lima (Lima Metropolitana). Zu den Wahlen in Peru 2011 wechselte sie erneut ihre Parteizugehörigkeit und trat der Fuerza Popular (damals noch unter Fuerza 2011 bekannt) bei, der Partei von Alberto Fujimoris Tochter Keiko Fujimori. Sie wurde wiedergewählt und war bis zum 28. Juli 2016 Abgeordnete im peruanischen Kongress.

## Auszeichnungen
Im Juni 2011 verlieh das peruanische Außenministerium Cuculiza den Orden El Sol del Perú für ihre aktive Mitarbeit in der peruanischen Kommission für Auswärtige Angelegenheiten (Comisión de Relaciones Exteriores).